# Pusdosso
Pusdosso [puzˈdɔsːo] (Pösdòs [pøzˈdɔs] in dialetto bergamasco) è la frazione più alta (1.038 m s.l.m.) del comune di Isola di Fondra in provincia di Bergamo Il borgo, situato nella Val Brembana, è anche il meno popolato: si contano 3 abitanti, a cui si aggiungono una ventina di villeggianti nei week end o durante l'estate. 